# Кубок світу з біатлону 2014—2015 — етап 9
Дев'ятий етап Кубка світу з біатлону 2014—15 проходив в Ханти-Мансійську, Росія, з 19 по 22 березня 2015 року. До програми етапу було включено 6 гонок:спринт, гонка переслідування та мас-старт у чоловіків та жінок.

## Гонки
Розклад гонок наведено нижче.
| Дата       | Час       | Гонка                     |
| ---------- | --------- | ------------------------- |
| 19 березня | 13:45 CET | Чоловіки, спринт 10 км    |
| 20 березня | 14:15 CET | Жінки, спринт 7,5 км      |
| 21 березня | 10:30 CET | Чоловіки, персьют 12,5 км |
| 21 березня | 14:00 CET | Жінки, персьют 10 км      |
| 22 березня | 10:00 CET | Чоловіки, мас-старт 15 км |
| 22 березня | 12:05 CET | Жінки, мас-старт 12,5 км  |

## Чоловіки

### Призери
| Гонка:                                                                         | Золото:               | Час               | Срібло:                  | Час               | Бронза:                  | Час               |
| Спринт 10 км км Протокол [Архівовано 21 березня 2015 у Wayback Machine.]       | Мартен Фуркад Франція | 23:47.0 (0+0)     | Антон Шипулін Росія      | 24:00.0 (0+0)     | Бенедикт Долль Німеччина | 24:05.3 (0+1)     |
| Переслідування 12,5 км Протокол [Архівовано 10 квітня 2016 у Wayback Machine.] | Натан Сміт Канада     | 32:04.9 (0+0+0+1) | Бенедикт Долль Німеччина | 32:28.9 (0+0+1+1) | Антон Шипулін Росія      | 32:40.6 (1+1+0+2) |
| Мас-старт 15 км Протокол [Архівовано 2 квітня 2015 у Wayback Machine.]         | Яков Фак Словенія     | 38:09.8 (0+0+0+0) | Антон Шипулін Росія      | 38:20.1 (1+0+1+0) | Тар'єй Бо Норвегія       | 38:22.3 (1+0+0+0) |

## Жінки

### Призери
| Гонка:                                                                        | Золото:                    | Час               | Срібло:                  | Час               | Бронза:                   | Час               |
| Спринт 7,5 км км Протокол [Архівовано 21 березня 2015 у Wayback Machine.]     | Кайса Мякяряйнен Фінляндія | 19:49.1 (0+1)     | Лаура Дальмаєр Німеччина | 20:03.3 (0+1)     | Дарія Домрачева Білорусь  | 20:04.6 (1+1)     |
| Переслідування 10 км Протокол [Архівовано 22 березня 2015 у Wayback Machine.] | Дарія Домрачева Білорусь   | 28:14.4 (0+1+0+0) | Лаура Дальмаєр Німеччина | 28:30.1 (0+0+0+0) | Франциска Пройс Німеччина | 28:30.3 (0+0+0+0) |
| Мас-старт 12,5 км Протокол [Архівовано 2 квітня 2015 у Wayback Machine.]      | Лаура Дальмаєр Німеччина   | 35:08.2 (0+0+0+0) | Габріела Соукалова Чехія | 35:15.3 (0+0+0+0) | Марі Дорен-Абер Франція   | 35:28.1 (0+0+1+1) |

## Досягнення
Найкращий виступ за кар'єру
|  |  |

Перша гонка в Кубку світу
|  |  |